# Rosario Gagliardi

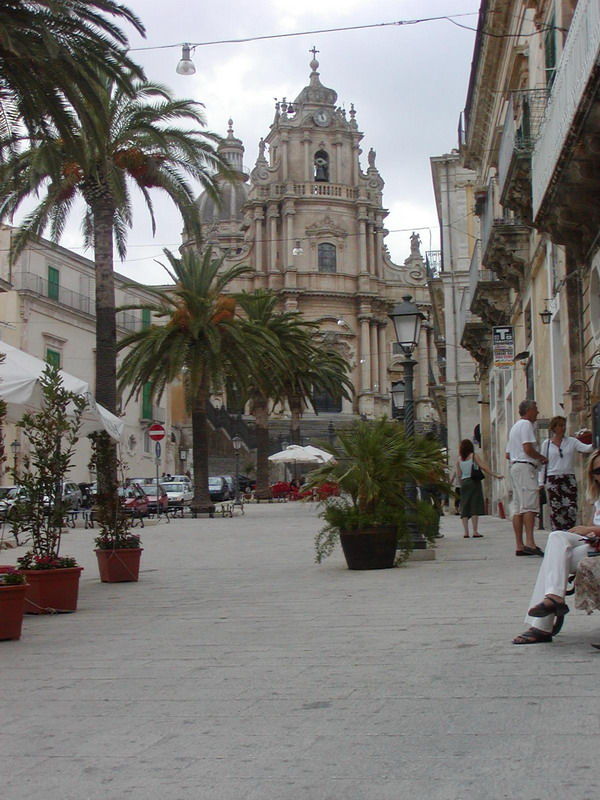
Kirche San Giorgio in Ragusa

Rosario Gagliardi (* 1698 in Syrakus; † 1762 in Noto) war ein italienischer Architekt und einer der Hauptvertreter des sizilianischen Barocks. 
Er war hauptverantwortlich, vergleichbar mit Giovanni Battista Vaccarini in Catania, für den barocken Wiederaufbau der Stadt Noto nach dem Erdbeben im Val di Noto von 1693. Weitere wichtige Bauwerke befinden sich in Ragusa und Modica. 
Gagliardi wird oft als einer der originellsten sizilianischen Architekten des Barocks bezeichnet.